# ISO 4217
ISO 4217 (ИСО 4217) — стандарт Международной организации по стандартизации (ISO), устанавливающий трёхбуквенные алфавитные и трёхзначные цифровые коды валют. Основная область их применения — документы и сообщения, относящиеся к международным сделкам, а также любая коммерческая или банковская деятельность, где целесообразно выражать название валюты в закодированной или сокращённой форме и при этом чётко её идентифицировать, поскольку разные валюты могут иметь одинаковые названия (доллар США, канадский доллар, австралийский доллар и т. д.).
Официальное название действующей редакции стандарта:
- на английском языке — ISO 4217:2015. Codes for the representation of currencies[3];
- на французском — ISO 4217:2015. Codes pour la représentation des monnaies[4];
- на русском — ISO 4217:2015. Коды для представления валют[5].

Международная организация по стандартизации разработала около 18 500 стандартов; ISO 4217 входит в список восьми наиболее востребованных и в тройку наиболее продвигаемых самой ISO.
В оригинале стандарт публикуется на английском и французском языках. Официальный, авторизованный Международной организацией по стандартизации, перевод на русский и другие языки мира не осуществляется.
ISO 4217 является рекомендацией для стран — участниц Международной организации по стандартизации. На его основе разрабатываются национальные стандарты — например, Общероссийский классификатор валют или украинский Классификатор валют (укр. Класифікація валют). В ряде случаев применяется непосредственно ISO 4217 — например, в рамках Евросоюза.
В соответствии с официальной политикой ISO, плата за использование кодов ISO 4217 для любых целей (например, для разработки программного обеспечения или для идентификации платежей в банковской сфере) не взимается.

## История создания и структура стандарта
Полный список действующих кодов ISO 4217 приведён в статьях:
- Коды и классификаторы валют
(в сравнении с кодами других классификаторов)
- Общероссийский классификатор валют
(в сравнении с кодами ОКВ)
- Режим валютного курса
(с указанием действующего курсового режима)
- Список существующих валют
(с дополнительной информацией о каждой валюте)
- Список знаков валют
(в сравнении с символами валют)

Полный список кодов ISO 4217 для валют, которые вышли из обращения, приведён в статье
- Исторические валюты (1978—2011)

Перечень разменных денежных единиц и их соотношения с базовыми валютами содержатся в статье
- Разменные денежные единицы

Перечень находящихся в обращении национальных валют, которым не присвоены коды ISO 4217, приведён в статье
- Список национальных валют, не включённых в стандарт ISO 4217

Разработка стандарта ISO 4217 была начата Рабочей группой по упрощению процедур международной торговли Европейской экономической комиссии ООН (ЕЭК ООН) в 1970 году. В 1973 году к работе подключились специалисты Международной организации по стандартизации (ISO). В феврале 1978 года стандарт был рекомендован к использованию всем заинтересованным организациям. Участникам международных торговых сделок, не имеющим валютного кода, было рекомендовано как можно скорее начать применение нового, принятого на международном уровне стандарта ISO 4217, участникам, уже имеющим национальную разновидность кода своей валюты, — рассмотреть возможность замены его на международный стандарт.
Впоследствии стандарт несколько раз обновлялся и дополнялся. В частности, его первая редакция (ISO 4217:1978) включала только буквенные обозначения валют. Цифровые коды были включены во вторую редакцию стандарта (ISO 4217:1981), а сведения о разменных (дробных) денежных единицах — в третью (ISO 4217:1987). Действующая, седьмая по счёту редакция (ISO 4217:2008) содержит следующие основные разделы:
- Table A.1. Current currency & funds code list (Список кодов существующих валют и фондов)[12];
- Table A.2. Current funds codes (Коды существующих фондов)[13];
- Table A.3. List of codes for historic denominations of currencies & funds (Список кодов исторических валют и фондов)[14].

При этом для каждой валюты указываются:
- её наименование;
- территория обращения (страна-эмитент, а также государства, официально использующие данную валюту на основании формального соглашения с эмитентом);
- трёхбуквенный алфавитный код (alfa-3);
- трёхзначный цифровой код (number-3);
- наличие и число десятичных разрядов у разменной денежной единицы.

Таблица валютных фондов дополнительно содержит краткие описания включённых в неё денежных единиц. В списке валют, исключённых из стандарта, дополнительно указаны годы их вывода из обращения. В поправках к стандарту иногда приводятся точная дата введения валюты, а также пояснения причин для внесения изменений.
Профильный комитет, отвечающий за разработку новых редакций стандарта, — TC 68/SC 7 «Банковское дело и соответствующие финансовые операции / Основные банковские операции». Поддержку публичной, общедоступной информации о стандарте в актуальном состоянии осуществляет официально назначенное агентство — SIX Interbank Clearing, которое регулярно обновляет перечисленные выше материалы, а также дополнительно выпускает:
- Latest amendment (Последние поправки)[16];
- Overview of past amendments (Обзор произведённых поправок)[17].

Официальные языки стандарта — английский и французский, на которых приводятся и наименования валют. Для небольшого числа денежных единиц сделано исключение: их названия указаны в стандарте в оригинале — на испанском (например, Uruguay Peso en Unidades Indexadas — уругвайское песо в индексированных единицах).
Россию в Международной организации по стандартизации представляет Федеральное агентство по техническому регулированию и метрологии (Росстандарт). Однако на его официальном сайте содержится лишь общая информация о существовании ISO 4217 (ОКС 01.120). Ни перевода на русский язык, ни даже прямой ссылки на общедоступные актуальные версии стандарта на других языках на сайте Росстандарта нет.

## Структура кода валюты
Межправительственные и негосударственные организации, представленные на седьмой сессии Рабочей группы ЕЭК ООН по упрощению процедур международной торговли (февраль 1978 года), утвердившей первую редакцию ISO 4217:
- Генеральное соглашение по тарифам и торговле (ГАТТ, GATT)
- Европейское экономическое сообщество (ЕЭС)
- Международная авиатранспортная ассоциация (ИАТА, IATA)
- Международная палата по судоходству (МПС, ICS)[англ.]
- Международная торговая палата (МТП, ICC)
- Международная федерация транспортно-экспедиторских ассоциаций (ФИАТА, FIATA)
- Международный союз железных дорог (МСЖД, UIC)
- Межправительственная морская консультативная организация (ИМКО, IMCO)
- Совет таможенного сотрудничества (СТС, CCC)
- Центральное бюро международных железнодорожных перевозок (ЦБМЖП, OCTI)

Организации, осуществляющие взаимодействующие с техническим комитетом TC 68/SC 7, ответственным за разработку новых редакций стандарта ISO 4217:
- European Payments Council (EPC)[англ.]
- Interactive Financial eXchange (IFX) Forum
- International Telecommunication Union (ITU)
- MasterCard
- SWIFT
- VISA

Общие принципы присвоения кодов в стандарте ISO 4217 описаны в рекомендациях Рабочей группы по упрощению процедур международной торговли, а также в ряде вспомогательных материалов, опубликованных на сайте ISO.
Первые две буквы кода ISO 4217, как правило, представляют собой неповторяемый код валютных органов или территории (государства), где они расположены, и в большинстве случаев соответствуют кодам альфа-2 стандарта ISO 3166-1 «Коды для названий стран». В тех случаях, когда валюта не связана с определённым государством (например, коллективные или частные валюты), валютному органу присваиваются отдельные специально выделенные двухбуквенные коды, начинающиеся с буквы X. С этой буквы также начинаются коды валютных фондов и ценностей (например, драгоценных металлов).
В соответствии с рекомендациями по использованию стандарта, в тех случаях, когда нет необходимости называть валюту или когда код используется вместе с дополнительным полем, указывающим на то, что речь идёт о конкретной валюте, то для её идентификации достаточно указывать только две первые буквы кода. В тех случаях, когда нужно различать виды валют или когда отсутствует дополнительное поле с валютным идентификатором, его функции выполняет третья буква алфавитного кода, которая, как правило, соответствует первой букве в наименовании денежной единицы на английском языке (dollar — D, pound — P, franc — F).
Если за время существования стандарта (с 1978 года) в каком-то государстве была произведена смена валюты и третья буква кода, соответствующая первой букве в названии валюты, уже была использована, то в большинстве случаев третьей буквой кода новой денежной единице будет N (от англ. new — новый).
Трёхзначные цифровые коды, как правило, соответствуют цифровому коду государства в стандарте ISO 3166-1, который в этой части повторяет коды стран, устанавливаемые Статистическим отделом Секретариата ООН. Так, например
- текущий двухбуквенный код России в ISO 3166-1 — RU;
- трёхзначный цифровой — 643;
- текущий буквенный код российского рубля в ISO 4217 — RUB;
- цифровой — 643.

Все перечисленные выше правила присвоения кодов действуют для большинства случаев, но во всех этих правилах есть исключения.
Примеры стандартных кодов:
- CZK (203) — чешская крона (CZ и 203 — двухбуквенный и цифровой коды Чехии в стандарте ISO 3166-1; K — первая буква в слове Koruna, наименовании чешской валюты на английском языке);
- UAH (980) — украинская гривна (UA — двухбуквенный код Украины; H — первая буква в слове Hryvnia; однако текущий цифровой код самой Украины в стандарте ISO 3166-1 — 804, а не 980).

Примеры кодов для валютных фондов на базе доллара США:
- US — используется для общих, неконкретизированных целей, когда имеется дополнительное поле, указывающее, что речь идёт именно о валюте (US Dollar, US$);
- USD (840) — используется для общих неконкретизированных целей при совершении операций с долларами США;
- USS (998) — используется для фондов «того же дня», то есть для средств, которые могут быть немедленно предоставлены Федеральной резервной системе США для перевода или для выдачи наличностью;
- USN (997) — используется для фондов «следующего дня».

Поскольку в международной торговле нет необходимости в таких различиях, то коды, обозначающие конкретные типы фондов для каждой валюты, не включены в стандарт.
Примеры кодов для нескольких валют одного государства:
- RUR (810) — российский рубль до деноминации 1998 года;
- RUB (643) — российский рубль после деноминации 1998 года;
- BOB (068) — боливийский боливиано (основная валюта);
- BOV (984) — боливийский мвдол (параллельная стабилизационная расчётная денежная единица).

Примеры кодов для коллективных и частных валют:
- XDR (960) — специальные права заимствования (СДР);
- XFU (—) — франк МСЖД[23].

Примеры кодов для драгоценных металлов (две последние буквы соответствуют обозначению металла в Периодической системе химических элементов):
- XAU (959) — тройская унция золота;
- XAG (961) — тройская унция серебра;
- XPT (962) — тройская унция платины.

Примеры исключений:
- EUR (978) — евро (одна из коллективных валют, коды которых обычно начинаются с буквы X);
- AOA (973) — ангольская кванза (англ. Kwanza, однако коды AOK и AON уже были использованы для предыдущих разновидностей ангольской валюты);
- RUB (643) — российский рубль (код RUR уже был использован ранее, но новой валюте присвоен код RUB, хотя обычно последняя буква заменяется на «N» и должно было быть RUN).

Помимо кодов валют и валютных ценностей, в стандарте ISO 4217 есть два технических кода:
- XTS (963) — код для тестирования;
- XXX (999) — код для неденежных транзакций.

Для некоторых валют, введённых до даты создания стандарта и вышедших из обращения после 1978 года, ISO 4217 приводит условные буквенные коды с оговоркой, что они не являются кодами стандарта, например:
- AYM — азербайджанский манат до августа 1994 года;
- ALK — албанский лек до декабря 1989 года;
- ARY — аргентинское песо до 1990 года.

Стандарт также описывает наличие или отсутствие разменных (дробных) денежных единиц, а при их наличии — соотношение с базовой валютой. Для этого используются цифры 0, 2, 3 или аббревиатура N.A., означающие:
- 0 — отсутствие разменной денежной единицы (такая единица могла существовать в прошлом, но в результате инфляции она обесценилась настолько, что в обращении не участвует и/или для учёта не используется);
- 2 — наличие разменной денежной единицы, которая равна 1⁄100 базовой валюты;
- 3 — наличие разменной денежной единицы, которая равна 1⁄1000 базовой валюты;
- N.A. — отсутствие разменной денежной единицы (используется для описания валютных ценностей и фондов).

## Обновления стандарта
Основные обновления стандарта в 2011—2012 годах:
- Поправка № 154 от 31 августа 2012 года: Анонсирована деноминация замбийской квачи с 01.01.2013 года с присвоением новой денежной единице кода ZMW (967); изменено наименование национальной валюты Венесуэлы — с боливар фуэрте на боливар (без изменения кодов)[16];
- Поправка № 153 от 12 января 2012 года: Мелкие уточнения в наименованиях государств и валют;
- Поправка № 152 от 31 августа 2011 года: Южносуданскому фунту присвоен код SSP (728);
- Поправка № 151 от 7 апреля 2011 года: Расчётной единице ADB[24] присвоен код XUA (965).

## Области применения и способы использования

Билеты на автобусы Приднестровья 2009—2011 годов
с неофициальным кодом приднестровского рубля

Однозначное соответствие кодов валют их названиям делает удобным использование стандарта ISO 4217 в документах строгой отчётности, а также в тех случаях, когда необходимо или целесообразно максимально кратко и в то же время максимально однозначно указать информацию о валюте. К таким случаям, в частности, относятся:
- информация, содержащаяся в документах международных организаций[1] (например, в рамках Евросоюза[10] или НАТО[25]);
- информация, которая основана на национальных стандартах, разработанных на базе ISO 4217 (например, официальные курсы Банка России[26], таможенные декларации, кассовые и т. п. чеки, справки о совершении валютообменных операций[27]);
- биржевые и банковские котировки[28];
- электронные таблицы (Microsoft Excel[29], IBM Lotus Symphony и другие), онлайн-конвертеры валют[30].

В Российской Федерации трёхзначные цифровые коды ISO 4217 используются для формирования номеров банковских счетов (вторая группа символов), указывая на валюту, в которой открыт данный счёт. Однако для нумерации счетов в национальной валюте используется код 810, который в стандарте ISO 4217 соответствует российскому рублю до его деноминации в 1998 году, а в стандарте ISO 3166 — коду СССР; текущий цифровой код российского рубля — 643.
|           |              |
| Франк КФА | Франк Руанды |

Иногда коды ISO 4217 используются при оформлении денежных знаков (в том числе элементов их защиты от подделок). Так, например, код HRK просматривается на защитной нити при рассмотрении хорватских кун со стороны аверса. Однако чаще в качестве элемента оформления денег выступают знаки валют или принятые в данном государстве локальные варианты аббревиатур, например:
- FCFA (от англ. Franc CFA) — является одним из основных элементов оформления реверса монет центрально-африканского франка КФА (XAF);
- FRW (от англ. Franc Rwanda, где RW — код Руанды в стандарте ISO 3166-1) — является одним из ключевых элементов оформления реверса монеты достоинством 100 франков Руанды (код ISO 4217 — RWF);
- РР (от российский рубль) — в результате кипп-эффекта проявляется на аверсе банкноты при рассмотрении её под острым углом в отражённом свете[33].

Стандарт ISO 4217 не регламентирует расположение кодов по отношению к цифрам денежной суммы. Так, если в отношении единиц измерения СИ установлено отдельное правило

Условные обозначения единиц печатаются латинскими буквами (вертикально) (независимо от используемого в остальной части текста шрифта), не изменяются во множественном числе, в конце их не ставится точка, за исключением правил нормативной пунктуации, например в конце предложения, и ставятся после полного цифрового значения величины с соблюдением промежутка между цифровым значением и условным обозначением единицы— ISO 1000 (п. 6.1)
 то в отношении кодов валют таких рекомендаций стандарт не содержит. Поэтому на практике они располагаются по отношению к цифрам в соответствии с теми традициями делового оборота и особенностями делового стиля переписки, которые приняты в отношении знаков (символов) валют.

## Версии стандарта

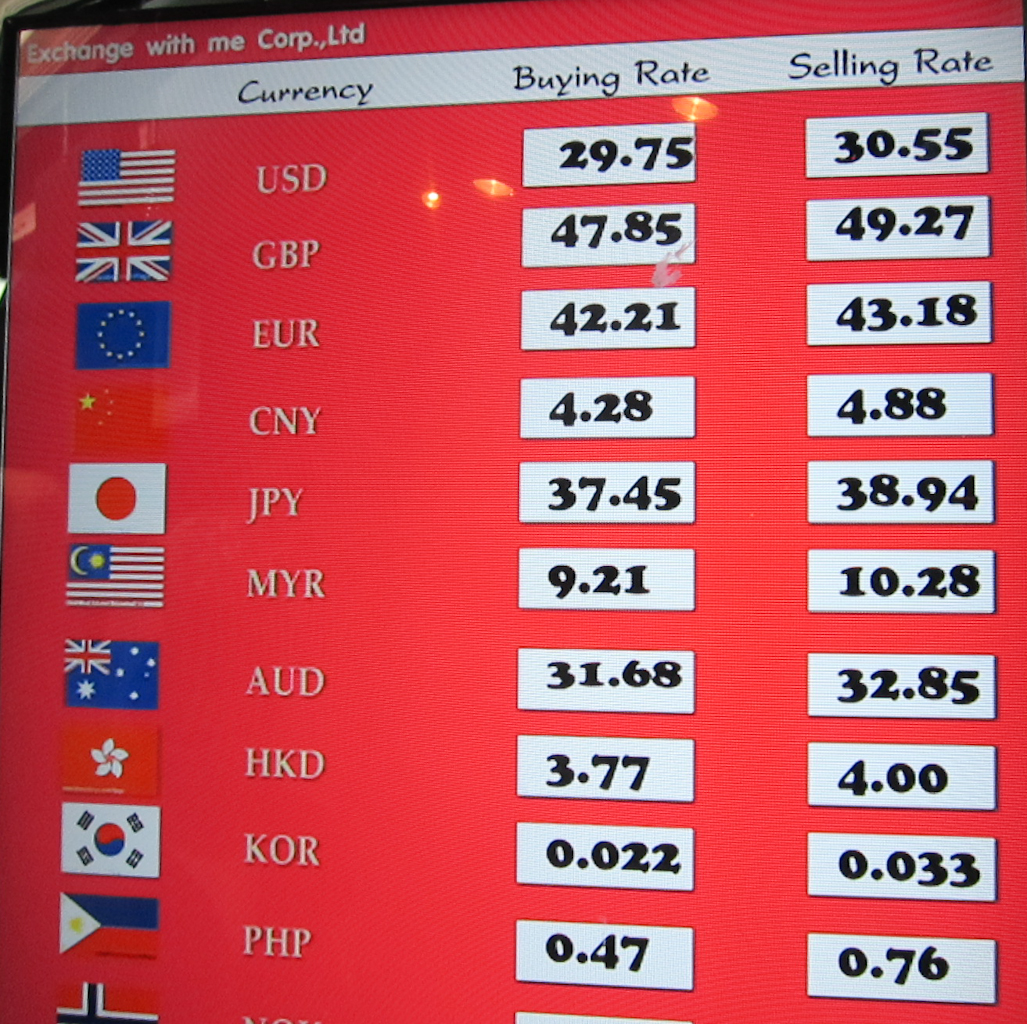
Использование кодов ISO 4217 на табло курсов обмена валюты

На базе ISO 4217 создаются локальные, национальные стандарты. В Российской Федерации таким стандартом является Общероссийский классификатор валют (ОКВ), который «предназначен для использования при прогнозировании внешних экономических связей, учёте валютных поступлений и платежей, бухгалтерском и статистическом учёте, оперативной отчетности по операциям, связанным с международными расчётами, контроле за соблюдением договорной и платёжной дисциплины». Аналогичный украинский стандарт — Классификатор валют (укр. Класифікація валют).
При этом национальные стандарты могут отличаться от ISO 4217. Вот некоторые отличия ОКВ:
- в ОКВ не включены Антарктида, Палестина, Южная Георгия и Южные Сандвичевы острова, которые не имеют собственных валют и, согласно стандарту ISO 4217, не используют какие-либо коллективные или союзные валюты;
- в ОКВ не включены технические коды (XXX, XTS), а также некоторые коды валютных ценностей (например, драгоценных металлов) и валютных фондов (например, коды расчётных единиц Европейского союза — EURCO, EMU-6, EUA-9 и EUA-17);
- ОКВ не содержит информацию о наличии или отсутствии разменных денежных единиц.

Помимо Общероссийского классификатора валют, существует идентичный ему Межгосударственный классификатор валют (МКВ), утверждённый в апреле 1997 года Межгосударственным советом по стандартизации, метрологии и сертификации (МГС). Область его применения — «для использования в процессе обмена информацией при международном взаимодействии в экономической, научной, культурной, спортивной и др. областях, при прогнозировании внешних экономических связей, учёте валютных поступлений и платежей, бухгалтерском и статистическом учёте, оперативной отчётности по операциям, связанным с международными расчётами, контроле за соблюдением договорной и платёжной дисциплины» в рамках СНГ. Ещё один аналогичный стандарт — Классификатор валют (КВ ТС), утверждённый Комиссией Таможенного союза Беларуси, Казахстана и России в сентябре 2010 года для унификации заполнения таможенных деклараций в рамках союза.
В Европейском союзе (ЕС) стандарт ISO 4217 является документом прямого действия. При этом регламент его использования дополнен рядом справочных материалов:
- краткими и полными наименованиями стран-эмитентов;
- наименованиями дробных денежных единиц, включая вышедших из обращения;
- наименованиями валют и их производных как в единственном числе, так и во множественном.

Кроме того, классификатор ЕС дополнен кодами ещё трёх денежных единиц, которые не включены в ISO 4217, — гернсийского, джерсийского и мэнского фунтов. Их коды построены по принципам ISO:
- GGP — гернсийский фунт (GG — код Гернси в стандарте ISO 3166-1; P — первая буква в наименовании валюты, англ. pound);
- JEP — джерсийский фунт (JE — Джерси);
- IMP — мэнский фунт (IM — Остров Мэн).

Наконец, на сайте EC стандарт опубликован на 23 языках, включая английский и французский; перевода на русский язык нет.

## Альтернативные методики и классификаторы
Коды ISO 4217 не являются «вечными». Это связано с тем, что «невечными» являются и коды стран мира, на которых построены коды валют. Так, первоначально код CS принадлежал Чехословакии, затем он был делегирован Сербии и Черногории, в будущем может быть присвоен новому государству. Это означает возможность появления валюты, которой будет присвоен код CSD или CSK, которые ранее соответствовали сербскому динару и чехословацкой кроне.
В стандарте ISO 4217 указаны далеко не все существующие и тем более исторические валюты. Так, ориентируясь на список стран, приведённых в ISO 3166, стандарт ISO 4217 не включает реально существующие и фактически находящиеся в обращении валюты непризнанных и частично признанных государств, региональные и частные валюты — например, приднестровский рубль, фарерскую крону. Стандарт фиксирует лишь те изменения, которые касаются безналичного денежного обращения, оставляя без внимания процессы, происходящие в структуре наличной денежной массы. Так, например, в стандарте никак не отразились результаты российской денежной реформы 1993 года, когда был произведён обмен советских и российских рублей образца 1961—1992 годов на банкноты образца 1993 года, при этом первые утратили статус законного платёжного средства. В стандарте не упомянуты существовавшие только в форме наличных денег молдавский купон, узбекский сум-купон и многие другие переходные, временные и параллельные эрзац-валюты. Иногда ISO 4217 не проводит разницу и между денежными единицами или их разновидностями, существующими в безналичной форме, о чём в рекомендациях по использованию стандарта содержится специальная оговорка, — например, между различными версиями старого мексиканского песо (код MXP), которые в январе 1993 года были заменены на новое песо (код MXN). Между тем старое песо существовало в нескольких разновидностях (обычной и финансовой), имевших различные режимы обращения и соответственно различные курсы обмена на песо новое. Наконец, ISO 4217 не включает валюты, вышедшие из обращения до 1978 года (создание стандарта).
Стандарт не учитывает наличие нескольких производных (например, камбоджийский риель равен 10 какам, которые в свою очередь состоят из 10 сенов) или кратных денежных единиц (например, фунта, равного 20 кенийским шиллингам). В двух случаях стандарт содержит неточность, указывая на то, что малагасийский ариари и мавританская угия содержат по 100 дробных единиц; в действительности первая валюта состоит из 5 ираймбиланья, вторая — из 5 хумсов. ISO 4217, показывая наличие или отсутствие дробной денежной единицы, не приводит её наименование (это, в частности, стало причиной того, что соответствующая графа вообще не включена в Межгосударственный классификатор валют).
Существуют несколько альтернативных методик кодирования, которые для некоторых локальных целей могут дополнять ISO 4217.
Это, например, стандарт ISO 6166, в соответствии с которым разрабатываются 12-разрядные буквенно-цифровые коды ISIN (от англ. International Securities Identification Number — международный идентификационный код ценной бумаги). Они используются для идентификации прежде всего ценных бумаг, однако иногда присваиваются валютам и даже их производным, например:
- RU000A0G9HE0 — российский рубль[43];
- KZ0009657417 — казахстанский тенге[44];
- BRBCBRBRL016 — бразильский реал[45];
- BRBCBRBRL032 — бразильский цент (сентаво, 1⁄100 реала)[46].

Префикс из двух букв соответствуют коду государства, где расположен эмитент ценной бумаги или денежной единицы, в стандарте ISO 3166-1, символы с третьего по одиннадцатый являются национальным идентификатором ценной бумаги или валюты (англ. National Securities Identifying Number, NSIN; эти коды в соответствии со стандартом присваивают уполномоченные национальные нумерующие агентства), последний символ служит проверочным числом. Основная сфера применения этих кодов — биржевые операции, их учёт, расчёты и клиринг по ним.
Другой пример — классификатор Тейлора, который учитывает многие региональные, частные, исторические, переходные, временные и параллельные (наличные и безналичные) валюты. Его основное отличие от стандартов ISO состоит в том, что для обозначения стран и территорий, эмитирующих или эмитировавших собственные валюты, помимо ISO 3166-1, используются также коды, самостоятельно разработанные Брайаном Тейлором, автором методики. При этом они могут содержать от двух до пяти букв (дополнительные буквы вводятся в качестве идентификатора исторических наименований государств или отдельных территорий внутри государства). Идентификатором наименования валюты служат одна или две буквы (вторая необходима для обозначения разновидностей валюты). Примеры кодов Тейлора:
- RUEA — ассигнационный рубль, введённый в результате денежной реформы 1768—1769 годов (RU — Россия, E — империя, A — от англ. Assignation, «ассигнация»);
- RUEP — кредитный билет, введённый в результате реформы 1839—1843 годов (P — от англ. Paper, «бумажный»);
- RUEG — золотой рубль, введённый в результате реформы 1895—1897 годов (G — от англ. Gold, «золотой»);
- USDN — доллар следующего дня (USD — код доллара США в стандарте ISO 4217, N — от англ. Next, «следующий»);
- USDS — доллар того же дня (S — от англ. Same, «тот же»).

Принципиально иной принцип кодирования использовался в Общесоюзном классификаторе валют (ОКВ:1984), утверждённом в 1984 году, аннулированном в 1995-м, но с некоторыми модификациями в структуре кода действующем и сегодня в форме Классификатора клиринговых валют (ККВ). Здесь код первоначально был цифровым, где первая цифра соответствовала группе валют (они выделялись в зависимости от внутренних свойств валюты, от способов её использования, от социально-политической системы и уровня экономического развития страны-эмитента), а вторая и третья — порядковому номеру денежной единицы внутри группы. С 1997 года код стал буквенно-цифровым и по сути не более чем порядковым номером валюты в классификаторе в целом. На примере шести денежных единиц, не упомянутых в ISO 4217, но включённых в ОКВ:1984 и ККВ, эти коды выглядят так (код ОКВ:1984 / ККВ):
- 010 / A10 — шотландский фунт;
- 011 / A11 — фарерская крона;
- 191 / B91 — фунт Острова Мэн;
- 428 / H28 — гваделупский франк;
- 432 / H32 — мартиниканский франк;
- 439 / H39 — франк Французской Гвианы.

| |  |
| В России благородные металлы измеряются в граммах, в ISO 4217 — в тройских унциях. Слева 1 кг золота (код ККВ — A98), справа 1 унция золота (код ISO 4217 — XAU) |  |

Стандарт ISO 4217 рассматривает в качестве валютных ценностей четыре благородных металла: золото (код XAU), серебро (XAG), платину (XPT) и палладий (XPD). Между тем, на практике в этом качестве могут использоваться и другие металлы прежде всего платиновой группы, а также драгоценные камни и даже ювелирные изделия. В частности, в российский Классификатор клиринговых валют дополнительно включены:
- ювелирные изделия — клиринговый код B69;
- драгоценные камни — B99;
- родий в граммах — A30;
- родий в тройских унциях — A31.

Кроме того, металлы в ISO 4217 изменяются в тройских унциях, хотя во многих странах (в частности, в России) принято использовать граммы. В связи с этим ещё в Общесоюзном классификаторе валют, а затем и в Классификаторе клиринговых валют появились (коды ОКВ:1984 / ККВ):
- золото в граммах — 098 / A98;
- золото в условной оценке — 198 / B98;
- серебро в граммах — 099 / A99;
- серебро в условной оценке — 020 / A20;
- платина в граммах — 076 / A76;
- палладий в граммах — A33.

Наконец, многие металлы являются объектом биржевых операций, поэтому, например, в конвертере валют Yahoo! двум из них присвоены дополнительные коды, идентичные по конструкции кодам ISO 4217 (первый символ — X, последующие — или символ металла в Периодической системе химических элементов, или другое сокращение):
- алюминий (в унциях) — XAL;
- медь (в фунтах) — XCP.

|                                                                            |  |
| Знак доллара с двумя и с одним вертикальным штрихом на упаковках для денег |  |

Помимо кодов наименования валют могут быть кратко представлены сокращениями (аббревиатурами) или специальными знаками (символами). Международным стандартом, который регламентирует использование таких знаков, в частности, при разработке шрифтов, является Юникод (его ранние версии синхронизированы со стандартом ISO 10646). Коды стандарта — четырёх- или пятизначная последовательность букв и цифр, где первые три (для пятизначных кодов — четыре) символа указывают на колонку кодовой таблицы, а последний — на строку. Таким образом, код в целом является номером конкретной ячейки в кодовой таблице, которой и соответствует конкретный символ. Кроме того, впереди кода добавляется префикс U+, указывающий на то, что это код именно стандарта Юникод. Однако если коды ISO 4217 имеют однозначные соответствия с наименованиями валют, то их символы, включённые в Юникод, во многих случаях многозначны. Так, символ $ может быть одновременно использован для обозначения около сорока существующих валют, которые могут называться долларами, песо, эскудо и т. д. Кроме того, в части знаков валют Юникод по сути фиксирует лишь соответствие конкретного кода названию графемы (Dollar Sign, Hrivnia Sign и т. д.), но не её внешнему виду. Конкретное начертание — задача разработчиков шрифтов. Так, в зависимости от использованного шрифта символ доллара может быть представлен как с двумя вертикальными чёрточками, так и с одной. При этом и тому, и другому символу соответствует одна позиция Юникода — U+0024. Напротив, символам лиры (₤) и фунта (£) соответствуют разные позиции — соответственно U+20A4 и U+00A3. При этом и тот, и другой могут быть представлены как с одной горизонтальной чертой, так и с двумя. Коды ISO 4217, являясь набором заглавных (реже — строчных) букв базовой латиницы, безразличны к шрифту, использованному для их вывода.